# Río Palcazú
El río Palcazú es un río en Perú . Se origina en la confluencia de los ríos Bocaz y Cacazú que nacen en las montañas de la sierra de San Carlos . Fluye al río Pachitea.
El Palcazú tiene una longitud de 182 kilómetros, drenando un área de 3337 km² y un caudal de 2.892,5 m³ / s. Pertenece a los ríos de tipo longitudinal, es decir que pasa paralelo a la estructura de las rocas. Su amplitud alcanza un máximo de 300 m.
El valle del Palcazú esta ocupado tradicionalmente por el pueblo yánesha.